# Alexander Kofler
Alexander Kofler (* 6. November 1986 in Klagenfurt) ist ein österreichischer Fußballtorwart.

## Karriere

### Karrierebeginn im Amateurfußball
Kofler begann seine Karriere als Fußballspieler im Juli 1994 beim ATUS Velden in Kärnten. Zur Saison 2004/05 wechselte er zum SC Landskron. Zur Saison 2006/07 schloss er sich dem fünftklassigen ASKÖ Fürnitz an.
Zur Saison 2007/08 wechselte Kofler zum Regionalligisten SAK Klagenfurt. Im Oktober 2007 kam er gegen den Wolfsberger AC zu seinem ersten Einsatz für den SAK in der Regionalliga. In seiner Debütsaison in der dritthöchsten Spielklasse absolvierte er 18 Spiele für die Klagenfurter. In der Saison 2008/09 kam er zu 21 Regionalligaeinsätzen. In der Saison 2009/10 war er dauerhaft im Tor der Kärntner gesetzt und absolvierte 29 Saisonspiele für den SAK.

### Erste Schritte in der zweiten Liga
Zur Saison 2010/11 wechselte er zum Zweitligisten SC Austria Lustenau. Im Juli 2010 debütierte er für die Vorarlberger in der zweiten Liga, als er am dritten Spieltag jener Saison gegen den SCR Altach in der 79. Minute für Sascha Boller eingewechselt wurde, nachdem Einsertormann Christian Mendes mit einer Roten Karte vom Platz gestellt worden war. Fortan war Kofler selbst im Tor der Lustenauer gesetzt, ehe er am 20. Spieltag selbst eine Rote Karte kassierte. Nach der Rückkehr von seiner Sperre musste er in der Rückrunde die ersten vier Spiele wieder als zweiter Tormann auf der Bank verbringen, ehe er bis seinen Stammplatz wieder zurückerobern konnte. In seiner ersten Saison als Profi kam er zu 27 Zweitligaeinsätzen und erreichte mit Lustenau das Finale im ÖFB-Cup, in dem man allerdings dem Bundesligisten SV Ried unterlag. In der Saison 2011/12 war er erneut als Stammtorwart gesetzt und absolvierte 33 Zweitligaspiele. In der Saison 2012/13 kam er zu 28 Einsätzen.

### Mit dem WAC in die Europa League
Zur Saison 2013/14 schloss Kofler sich dem Bundesligisten Wolfsberger AC an. Sein Debüt in der Bundesliga gab er im August 2013, als er am vierten Spieltag jener Saison gegen den FC Wacker Innsbruck in der Halbzeitpause für den verletzten Christian Dobnik ins Spiel gebracht wurde. In seiner ersten Saison in Wolfsberg kam er als zweiter Tormann hinter Dobnik zu sechs Bundesligaeinsätzen. Zur Saison 2014/15 konnte er Dobnik verdrängen und startete als erster Tormann in die Spielzeit. So kam er zu 30 Bundesligaeinsätzen und qualifizierte sich mit dem WAC für den Europacup. In der Qualifikation zur UEFA Europa League besiegte er mit den Kärntnern in der zweiten Runde den FK Schachzjor Salihorsk, ehe man in der dritten Runde klar an Borussia Dortmund scheiterte. Kofler absolvierte alle vier Qualispiele. In der Liga verlor er nach dem elften Spieltag seinen Platz im Tor nach dem elften Spieltag wieder an Dobnik. Nach der Winterpause konnte er sich allerdings wieder im Tor des WAC behaupten und sich gegen Dobnik durchsetzen. In der Saison 2015/16 kam er zu 25 Ligaeinsätzen.
In die Saison 2016/17 startete er wieder als erster Tormann, verlor seinen Platz allerdings wie schon in der Vorsaison schnell an Dobnik, der ihn nach dem neunten Spieltag ablöste. Kurz vor der Winterpause konnte Kofler ihn allerdings abermals verdrängen. Zu Saisonende fungierte er zudem erstmals als Kapitän des WAC. In der Spielzeit 2016/17 kam er wie in der Vorsaison zu 25 Bundesligaeinsätzen. In der Saison 2017/18 wurde er am Ende der Saison 2017/18 von Interimstrainer Robert Ibertsberger zum zweiten Torwart degradiert, ab dem 30. Spieltag erhielten Dobnik und Marko Soldo den Vortritt. Unter Neo-Trainer Christian Ilzer war Kofler in der Saison 2018/19 erstmals durchgehend gesetzt und kam zu 30 Saisoneinsätzen. Mit dem WAC qualifizierte er sich in der dieser Spielzeit zudem erstmals als Tabellendritter direkt für die Europa League. In der Europa League kam er in der folgenden Spielzeit auch in allen sechs Gruppenspielen zum Einsatz; als Letzter der Gruppe J schieden die Kärntner allerdings in der Gruppenphase aus. In der Liga war Kofler in der Saison 2019/20 weiterhin gesetzt, lediglich vier Mal erhielt Neuzugang Manuel Kuttin den Vortritt und so kam er zu 28 Saisoneinsätzen.
Nach neun Jahren beim WAC beendete er nach der Saison 2021/22 im Alter von 35 Jahren seine Profikarriere und wechselte zurück zu seinem Heimatverein, dem fünftklassigen ATUS Velden.